# Joya Grande, Veracruz
Joya Grande är en ort i Mexiko.   Den ligger i kommunen Ixhuatlán de Madero och delstaten Veracruz, i den sydöstra delen av landet, 180 km nordost om huvudstaden Mexico City. Joya Grande ligger 242 meter över havet och antalet invånare är 115.
Terrängen runt Joya Grande är kuperad söderut, men norrut är den platt. Runt Joya Grande är det ganska tätbefolkat, med 96 invånare per kvadratkilometer. Närmaste större samhälle är La Ceiba, 10,3 km nordost om Joya Grande. Omgivningarna runt Joya Grande är en mosaik av jordbruksmark och naturlig växtlighet.